# Mieczysław Morański
Mieczysław Jan Morański (ur. 21 stycznia 1960 w Warszawie, zm. 27 grudnia 2020) – polski aktor teatralny, filmowy, telewizyjny i dubbingowy.

## Życiorys
Debiutował na scenie Teatru Nowego w Warszawie w 1982 roku w musicalu Bertolta Brechta „Opera za trzy grosze”. Absolwent IV LO im. Bolesława Prusa w Szczecinie. W następnym roku ukończył studia na Wydziale Aktorskim PWST w Warszawie. W latach 1983–1987 był aktorem Teatru Polskiego w Warszawie, od 1987 do 1994 roku Teatru Dramatycznego, a od 1994 do śmierci – Teatru Rampa. Na dużym ekranie wystąpił w filmach: Dzień czwarty, Obywatel świata, Pieniądze to nie wszystko, Łowcy skór i Lawstorant.
W 1993, na XXVIII Ogólnopolskim Przeglądzie Teatrów Małych Form w Szczecinie, otrzymał nagrodę za rolę Kubusia w Kubusiu Fataliście.
Zmarł 27 grudnia 2020 roku w wieku 60 lat na skutek choroby COVID-19.

## Filmografia
- 1980: Dom – Rysiek, kolega Basi w lokalu (odc. 4)
- 1981: Wielki bieg – zawodnik
- 1984: Dzień czwarty – powstaniec
- 1985: Strzały o świcie
- 1985: Hamlet – aktor
- 1990: Havet Stiger – Gus
- 1991: Obywatel świata – Włodek
- 1995: Horsztyński – Skowicz
- 1995: Za co? – gość Jaczewskich
- 1996: Film
- 1999: Pierwszy milion – celnik niemiecki
- 2000: Pucuś – klient (odc. 1-3)
- 2000–2001: Adam i Ewa – Robert Rudecki, mąż Iwony
- 2001: Lokatorzy – Zygmunt (odc. 16 i 22)
- 2001: Pieniądze to nie wszystko – urzędnik z kontroli skarbowej
- 2001: Plebania – Marciniak, ojciec Waldka (odc. 105)
- 2002: Kasia i Tomek – sprzedawca słodyczy (odc. 21)
- 2002: M jak miłość – mężczyzna w kolejce do bioenergoterapeuty (odc. 108)
- 2002–2003: Szpital na perypetiach – Kisłoń, prezes Stowarzyszenia Ojców Polskich (odc. 10)
- 2003: Daleko od noszy – pacjent Gronostaj (odc. 5)
- 2003: Łowcy skór – sanitariusz Zbigniew Ulita
- 2003: Samo życie – Borys, alfons pracującej jako prostytutka Jolki Pastusiak (odc. 191)
- 2003: Zostać miss 2 – strażnik więzienny
- 2003–2004: Na Wspólnej – kandydat na kierownika (odc. 340)
- 2004: Daleko od noszy – członek rodziny pacjenta (odc. 18)
- 2004: Klan – Rowicki, prezes Klubu Sportowego „Helios” (odc. 795, 796, 797, 801, 802, 803, 804, 805, 806, 810, 811, 812, 813, 814, 815, 828, 829, 830)
- 2004: Dziki – psychoanalityk
- 2004: Plebania – Jakub (odc. 442)
- 2005: Lawstorant – fałszerz „Bubu”
- 2005: Tak miało być – Czesio (5-6 i 10)
- 2006: Mrok (odc. 5)
- 2006: Samo życie – ratownik z pogotowia ratunkowego (odc. 697)
- 2007: Glina – tajniak (odc. 15 i 16)
- 2007: Kryminalni – Wiktor Kostra (odc. 83)
- 2009: Doręczyciel – pisarz Jan Kaniewski (odc. 5)
- 2009: Synowie – inspektor z sanepidu (odc. 20)
- 2010: Daleko od noszy – dyrektor kancelarii adwokackiej Białystok&Białystok (odc. 180)
- 2010: Plebania (odc. 1541)
- 2010: Samo życie – lekarz w szpitalu (odc. 1543–1544)
- 2010: Ojciec Mateusz – Zielonka, były włamywacz (odc. 44)
- 2013: Na Wspólnej – kierownik budowy (odc. 1901–1902)
- 2013: Prawo Agaty
- 2014: Komisarz Alex – dyrektor Muzeum Przyrodniczego (odc. 61)
- 2014: M jak miłość  – sędzia w sprawie Łukasza (odc. 1046)
- 2015: Klan – prokurator Prokuratury Rejonowej w Warszawie (odc. 2738)
- 2015: Strażacy (odc. 2)
- 2015: Na dobre i na złe – Jarosław Malczyk (odc. 613)
- 2015: Ojciec Mateusz – maszynista (odc. 186)
- 2015: Ranczo – sekretarz partii (odc. 108)
- 2016: Blondynka – szef firmy remontowej (odc. 63)
- 2016: Bodo – kierowca autobusu (odc. 13)
- 2016: Ojciec Mateusz – kieszonkowiec (odc. 212)
- 2017: M jak miłość – mężczyzna (odc. 1284)
- 2017: Na Wspólnej – ksiądz (odc. 2614, 2615)
- 2017: Na sygnale – znachor Roman Bocian (odc. 153)
- 2017: O mnie się nie martw – dyrektor więzienia (odc. 76)
- 2018–2019: Korona królów – Mateusz z Bolesławca
- 2018–2019: Sprawiedliwi – Wydział Kryminalny (sezon 5 i 6) – Piotr Rębacz, seryjny morderca i pedofil (zginął w odc. 290)
- 2018: Wojenne dziewczyny – właściciel kawiarni w getcie (odc. 24)
- 2019: Stulecie Winnych – Ksawery (odc. 1, 6)
- 2019: Ślad – Andrzej Gadkowski, kryminalista, klient biura podróży (odc. 94)
- 2020: Szadź – mężczyzna na spotkaniu A (odc. 1)
- 2020: W rytmie serca – dozorca na Cmentarzu Parafialnym Św. Jana w Kazimierzu Dolnym (odc. 68)

Źródło: Filmpolski.pl.

## Polski dubbing
- 1960–1966: Flintstonowie (trzecia wersja dubbingowa) – Barney Rubble
- 1962–1987: Jetsonowie
- 1966: Człowiek zwany Flintstonem – Barney Rubble
- 1967: Asterix Gall – Kaligula Minus
- 1969–1971: Perypetie Penelopy Pitstop – Sylwester Śliski / Wredny Szpon
- 1972–1973: Nowy Scooby Doo
- 1973: Robin Hood
- 1976: Dwanaście prac Asteriksa (druga wersja dubbingowa) – Gajusz Popus
- 1978: Był sobie człowiek
- 1978: Władca Pierścieni – Sam Gamgee
- 1980: Figle z Flintstonami – Barney Rubble
- 1980–1981: Heathcliff i Dingbat – Heathcliff
- 1981–1982: Heathcliff i Marmaduke – Heathcliff
- 1981–1989: Smerfy –
  - Pracuś (sezon 1, 2 – nowa wersja),
  - Reporter (sezon 7 i 8 – stara wersja)
- 1983–1986: Inspektor Gadżet
- 1984–1985: Tęczowa kraina – Mroczek
- 1984–1987: Łebski Harry – Łebski Harry
- 1985: 13 demonów Scooby Doo – Scrappy Doo
- 1985: Asterix kontra Cezar – Stendor
- 1985–1988: M.A.S.K.
- 1985–1991: Gumisie (nowy dubbing) –
  - Arti,
  - Szczurołap (odc. 33)
- 1987: Dennis Rozrabiaka – Henry Mitchell
- 1987: Jetsonowie spotykają Flintstonów – Barney
- 1987: Judy Jetson i rockersi
- 1987: Kocia ferajna w Beverly Hills
- 1988: Yogi i inwazja kosmitów
- 1988: Scooby-Doo i oporny wilkołak
- 1988–1991: Szczeniak zwany Scooby Doo
- 1988–1994: Garfield i przyjaciele – Jon Arbuckle
- 1989: Wielka bitwa Asteriksa – Cluzco
- 1990: Piotruś Pan i piraci – Starkey
- 1990–1994: Super Baloo
- 1991: Powrót króla rock and „rulla” – Snipes
- 1991–1992: Eerie, Indiana
- 1992: Kot w butach – kot Cousteau
- 1992: Tom i Jerry: Wielka ucieczka – Skrzek
- 1992: W 80 marzeń dookoła świata
- 1992–1993: Rodzina Addamsów
- 1992–1997: Kot Ik! –
  - Bill,
  - Pan Skarpeta (odc. 15),
  - Checkers
- 1992–1997: X-Men –
  - Pyro,
  - Morf (niektóre odcinki),
  - Puck,
  - Leech
- 1993: Yabba Dabba Do! – Barney
- 1993: Miasteczko Halloween – Naukowiec
- 1993: Opowieść o dinozaurach – Stubbs
- 1993–1995: Szmergiel
- 1994: Opowieść wigilijna Flintstonów – Barney
- 1994: Księżniczka łabędzi – Jean-Bob
- 1994: Scooby Doo i baśnie z tysiąca i jednej nocy – Kapitanek
- 1994: Strażnik pierwszej damy
- 1994: Superświnka – Król Theodorix
- 1994: Troll w Nowym Jorku
- 1994: Władca ksiąg
- 1994–1996: Iron Man: Obrońca dobra –
  - Clint Barton/Hawkeye,
  - Podpalacz/Gary Gilbert (odc. 15),
  - jeden z członków A.I.M. (odc. 17),
  - Samuel Stern/Przywódca (odc. 24)
- 1994–1998: Spider-Man –
  - agent Ford (odc. 5),
  - technik telewizyjny (odc. 5),
  - złodziej (odc. 6),
  - astronauta (odc. 8),
  - policjant w policyjnym śmigłowcu (odc. 8)
- 1994–1998: Świat według Ludwiczka – Marty Kazoo
- 1994–2004: Przyjaciele – Chandler
- 1995: Głupi i głupszy
- 1995–1996: Maska –
  - Urzędnik,
  - Kablamis
- 1995–1997: Freakazoid! – Freakazoid
- 1995–1998: Pinky i Mózg
- 1996: Aladyn i król złodziei – jeden ze złodziei
- 1996: Ucieczka – Haraszti
- 1996–1997: Kacza paczka
- 1996–1998: Kacper
- 1997: Księżniczka Sissi – Hipnotyzer
- 1997: South Park – Eric Cartman (sezon I)
- 1997: Polowanie na mysz – Ernest „Ernie” Smuntz
- 1997–1998: Przygody Olivera Twista – Nochal
- 1998: O wielkim wstydzie w Czternaście bajek z Królestwa Lailonii Leszka Kołakowskiego – Pan Trębacz
- 1998: Babe – świnka w mieście – Ferdynand
- 1998: Farma pełna strachów
- 1998: Kacper i Wendy – Stinky
- 1998: Papirus
- 1998: Przygody Kuby Guzika – Strażnik płonącej granicy
- 1998: Świąteczny bunt
- 1998–1999: Nowe przygody rodziny Addamsów – Fester
- 1999: Asterix i Obelix kontra Cezar – Asterix
- 1999: Muppety z kosmosu
- 1999: Pokémon: Film pierwszy – Zemsta Mewtwo –
  - Doktor Fuji,
  - Pokédex (Wakacje Pikachu)
- 1999–2002: Chojrak – tchórzliwy pies – Katz
- 1999–2002: Baśnie Braci Grimm: Simsala Grimm – Koko
- 2000: Kruche jak lód: Walka o złoto
- 2000: Spotkanie z Jezusem (wersja telewizyjna)
- 2000: Titan – Nowa Ziemia – kucharz
- 2000: Uciekające kurczaki – Fetcher
- 2000–2002: Owca w Wielkim Mieście
- 2001: Maluchy spod ciemnej gwiazdki
- 2001–2002: Café Myszka
- 2001–2007: Ach, ten Andy! –
  - Mush,
  - Pan Hutchins (większość odcinków),
  - Burmistrz Roth (seria II),
  - Pan Clight (seria II),
  - Dziadek (seria III),
  - kuzyn Elwood (seria III),
  - Inspektor (seria III)
- 2001–2007: Mroczne przygody Billy’ego i Mandy –
  - Bubu (odc. I Ty możesz zostać karłem!),
  - Mózg Billy’ego (odc. Nerw),
  - Ojciec Harolda (odc. Billy idiota),
  - Lord Pleśniowór (odc. Nigel Planter i Nocnik Tajemnic),
  - Rupert (odc. Dobrzy, źli i bezzębni),
  - Jurajska Kreatura#1 (odc. Zabawki to zabawki),
  - Tom Smith (odc. Dom bez jutra),
  - Louie (odc. Skakanie po kałużach),
  - Lincoln (odc. Uciekające spodnie),
  - Ojciec Harolda (odc. Billy idiota),
  - Yeti (odc. Przyszła kryska na Yetiego),
  - Nergal (odc. Pizza Nergala),
  - Duch strzegący Złotego Nosa (odc. Dzień Zmarłych)
- 2002: Asterix i Obelix: Misja Kleopatra – Asterix
- 2002: Bawmy się Sezamku – Bert
- 2002: Dzika rodzinka
- 2002: Epoka lodowcowa – Oscar
- 2002: Gwiezdne wojny: część II – Atak klonów –
  - Jar Jar Binks,
  - Elan Sleazebaggano
- 2002: Mistrzowie kaijudo
- 2002: Roboluch – Reg
- 2002: Śnięty Mikołaj 2 – Kupidyn
- 2002–2003: He-Man i władcy wszechświata
- 2002–2004: Pan Andersen opowiada
- 2002–2005: Co nowego u Scooby’ego?
- 2002–2005: Looney Tunes: Maluchy w pieluchach – śpiew piosenki
- 2003: Dzieci pani Pająkowej ze Słonecznej Doliny
- 2003: Liga najgłupszych dżentelmenów
- 2003: Sindbad: Legenda siedmiu mórz – Jin
- 2003: Szczenięce lata Clifforda – Horche
- 2003–2004: Bracia Koala – Franio
- 2004: Atomowa Betty –
  - Kameleon,
  - Tata Betty
- 2004: Baśniowy świat 5
- 2004: Bracia Koala – Franio
- 2004: Dom dla Zmyślonych Przyjaciół pani Foster –
  - Ivan (odcinek 17a),
  - Dylan (odcinek 19)
- 2004: Ekspres polarny
- 2004: Hi Hi Puffy AmiYumi
- 2004: Lucky Luke –
  - Doxey,
  - szarlatan
- 2004: Pupilek – Doktor Herman Tank
- 2004: Rybki z ferajny – Sykes
- 2004: Super Robot Monkey Team Hyperforce Go! – Sparks
- 2004: Transformerzy: Wojna o Energon – Starscream
- 2004: Wygraj randkę – Richard Levy the Driven
- 2004: Świątynia pierwotnego zła – różne głosy
- 2004: Żony ze Stepford
- 2004–2006: Liga Sprawiedliwych bez granic
- 2004–2008: Batman
- 2005: Awatar: Legenda Aanga – Iroh
- 2005: Harry Potter i Czara Ognia – profesor Filius Flitwick
- 2005: Johnny Test –
  - Król kretów,
  - Thomas Edison,
  - Profesor,
  - Doktor Pszczoła (odc. 25b, 26a)
- 2005: Mój partner z sali gimnastycznej jest małpą – Pan Mandryl
- 2005: Podwójne życie Jagody Lee – Jean Claude
- 2005: Power Rangers S.P.D. – Silverback
- 2005: Strażackie opowieści – Zrzęda
- 2005: Transformerzy: Cybertron –
  - Starscream,
  - Brimstone
- 2006: Asterix i Wikingowie – Asterix
- 2006: Fantastyczna Czwórka –
  - Mężczyzna w domu dziecka (odc. 1),
  - Taksówkarz (odc. 2),
  - Mężczyzna (odc. 2),
  - Bruce Banner (odc. 4),
  - Listonosz – Willie Lumpkin (odc. 5)
- 2006: Kacper: Szkoła postrachu – Stinky
- 2006: Klasa 3000 – Petunia Wątrobianka
- 2006: Power Rangers: Mistyczna moc –
  - Behemoth,
  - Czerwony Sędzia Trybunału Magii,
  - Sculpin,
  - Czarny Lanca,
  - Megahorn,
  - Magma
- 2006: Storm Hawks
- 2006: Tony Hawk – wielka rozwałka – Larry Grimley
- 2006: Wyspa dinozaura – Król Pomponiusz
- 2006: Ōban Star Racers – Satis, Super-Ścigacz, Marcel
- 2006–2008: Team Galaxy – kosmiczne przygody galaktycznej drużyny –
  - Pan Zet-flipp,
  - Fluffy (odc. 16),
  - Kosmo-squatch (odc. 28),
  - Fajpon Senior (odc. 35),
  - Ikl (odc. 46),
  - Farmer McDugal (odc. 49)
- 2007: 7 krasnoludków: Las to za mało – historia jeszcze prawdziwsza
- 2007: Chop Socky Chooks: Kung Fu Kurczaki –
  - Chuckie Chan,
  - Sensei Chan
- 2007: Chowder – Mung Daal
- 2007: Co gryzie Jimmy’ego? – Tux
- 2007: Don Chichot
- 2007: Szpiegowska rodzinka – Tata Marcy (odc. 16)
- 2007: Tom i Jerry: Dziadek do orzechów
- 2007: W pułapce czasu – Gork Yodol
- 2007: Wiedźmin –
  - Angus,
  - Rascal,
  - Przewoźnik,
  - postacie poboczne
- 2008: Batman: Odważni i bezwzględni –
  - Dr Polaris,
  - Wong Fei,
  - Brother Eye
- 2008: Cziłała z Beverly Hills – Manuel
- 2008: Dzieciak kontra Kot – Pan Burtonburger
- 2008: Dzielny Despero – Pan Tilling
- 2008: Dziewczyny Cheetah 3 – Wujek Kamal
- 2008: Garfield: Festyn humoru – Charles
- 2008: Gwiezdne wojny: Wojny klonów –
  - Jar Jar Binks,
  - A-4D (odc.10),
  - Tee Watt Kaa (odc. 13 i 14)
- 2008: Mów mi Dave
- 2008: Pingwiny z Madagaskaru – Doktor Bulgot (odc. 17)
- 2008: Pokémon: Wymiar walki –
  - Profesor Nanba,
  - Connally,
  - jeden z członków Zespołu G (odc. 17),
  - jeden z policjantów (odc. 17),
  - Kucharz (odc. 22)
- 2009: Dragon Age: Początek – Mistrz Wade
- 2009: EyePet – Profesor
- 2009: Góra Czarownic
- 2009: Harry Potter i Książę Półkrwi – profesor Filius Flitwick
- 2009: Księżniczka i żaba – Reggie
- 2009: Odlot – pielęgniarz George
- 2009: Potwory kontra Obcy – Gallaksar
- 2009: Tajemnica Rajskiego Wzgórza – Marmaduk
- 2009: Świat Questa –
  - Grear,
  - Gadający kamień
- 2010: Heavy Rain – ochroniarz Paco
- 2010: Hero 108 – Pan Rączy
- 2010: K9 – K9
- 2010: Kapitan Biceps – Dentysta
- 2010: Shrek Forever
- 2010: Toy Story 3 – Cienki
- 2011: Ale cyrk! – Wielki Bardini
- 2011: Gwiezdne wojny: część IV – Nowa nadzieja – Owen Lars
- 2011: Gwiezdne wojny: część V – Imperium kontratakuje – admirał Piett
- 2011: Gwiezdne wojny: część VI – Powrót Jedi
- 2011: Harry Potter i Insygnia Śmierci – Filius Flitwick
- 2011: Niesamowity świat Gumballa:
  - Banan Joe,
  - Larry (seria 1),
  - Pracownik (odc. 23),
  - Czterolistna koniczyna (odc. 24),
  - Gwiazda w teleturnieju (odc. 35)
- 2011: Przyjaciele z Kieszonkowa
- 2011: Scooby Doo i Brygada Detektywów – Profesor Rafalo
- 2011: Wiedźmin 2: Zabójcy królów –
  - Manfred,
  - Danylo Kaczka,
  - Konlen
- 2012: Galactik Football –
  - Magnus Blade (Lord Phoenix),
  - Fałszywy ojciec Sinedda
- 2012: Koszykarze
- 2012: Ninjago: Mistrzowie spinjitzu – Generał węży (odc. 1-2)
- 2012: Redakai: W poszukiwaniu Kairu – Profesor Knox
- 2012: Risen 2: Dark Waters
- 2012: Wymarzony luzer
- 2015: Star Butterfly kontra siły zła – Ludo
- 2015: Żółwik Sammy i spółka –
  - Leonard,
  - jeden z krabów pilnujących wejścia do laguny,
  - jeden z krabów ścinających wodorosty
- 2016: Alicja po drugiej stronie lustra – Wilkins
- 2016: Dzień, w którym Heniś poznał... – wóz strażacki (odc. 20)
- 2017: Krecik i Panda – Dziadek Małpa
- 2019: Toy Story 4 – Cienki